# Френк Стелла
Френк Філіп Стелла (англ. Frank Philip Stella; 12 травня 1936, Малден, Массачусетс — 4 травня 2024, Нью-Йорк) — американський живописець, скульптор і графік, відомий роботою в сферах мінімалізму та постмалярської абстракції.

## Біографія
Френк Стелла народився в місті Малден, штат Массачусетс, в родині гінеколога італійського походження. Мати була домогосподаркою, яка відвідувала школу моди, а пізніше зайнялася пейзажним живописом.
Після закінчення середньої школи в Філіпс-Академії в Андовері, штат Массачусетс, де він дізнався про абстрактних модерністів Йозефа Альберса та Ганса Гофмана Френк відвідував Принстонський університет, де вивчав історію. Перші відвідування мистецьких галерей Нью-Йорка сприяли його художньому розвитку. На його творчість вплинув абстрактний експресіонізм Джексона Поллока та Франца Клайн. Стелла переїхав до Нью-Йорка в 1958 році, після закінчення університету. Він створює абстрактні картини, які не мають ілюзійних зображень.
Стелла живе в Гринвіч-Вілледжі, має там офіс, але в робочі дні їздить до своєї студії в штат Нью-Йорк.

## Творчість

### Кінець 1950-х— початок 1960-х
Переїхавши до Нью-Йорка, він виступив проти використання фарби художниками абстрактного експресіоністського руху. Був прихильним творів Барнетта Ньюмена та картин Джаспера Джонса. Він почав писати твори, в яких наголошувалося на картині як об'єкті, а не на картині як на зображенні чогось, будь то щось у фізичному світі чи щось у емоційному світі художника. Художник одружився з Барбарою Роуз, мистецтвознавицею, в 1961 році. Приблизно в цей час він сказав, що фотографія — це «рівна поверхня з фарбою — нічого більше». Це був відхід від техніки створення картини, яка передбачала спочатку створення ескізу.
Нова естетика знайшла своє вираження в серії нових картин «Чорні картини» («Чорні картини», 1959), на яких регулярні смуги чорної фарби були розділені дуже тонкими смужками нефарбованого полотна. «Піднятий прапор» (1959) — одна з таких картин. Він бере свою назву з першого рядка Хорст-Вессель-Ліеда, гімну Націонал-соціалістичної німецької робочої партії, Френк Стелла зазначив, що робота в тих же пропорціях, що й банери організації. Існує припущення, що назва має подвійне значення, посилаючись також на картини прапорів Джаспер Джонс. У будь-якому випадку назва відображає новий напрямок у творчості Стелли. Мистецтво Френка Стелли було визнано своїми новаціями ще до двадцяти п'яти років. У 1959 р. кілька його картин були включені до виставки «Троє молодих американців» в Меморіальному художньому музеї Аллена в Оберлінському коледжі, а також до виставки «Шістнадцяти американців» у Музеї сучасного мистецтва в Нью-Йорку (60).
З 1960 року Стелла почав виробляти картини з алюмінієвої та мідної фарби, які у своєму поданні регулярних кольорових ліній, розділених смужками, схожі на його чорні картини. Однак вони використовують ширший діапазон кольорів, і його перші роботи з використанням фігурних полотен часто у формах L, N, U або T. Пізніше вони перетворилися на більш складні конструкції, наприклад, у серії «Неправильний багатокутник»
У 1960-х роках Стелла почав використовувати більш широкий діапазон кольорів, як правило, розташованих у прямих або кривих лініях. Пізніше він розпочав свою серію картин «Транспортер» (71), на якій дуги, які іноді перекриваються, у квадратних межах розташовані поряд, щоб отримати круги та напівкруги, намальовані кільцями контрасних кольорів. Ці картини названі на честь міст, які він відвідав на Близькому Сході на початку 1960-х. Полотна з нерегулярним багатокутником та кутомір ще більше розширили концепцію фасонного полотна.

### Кінець 1960-х— початок 1970-х
Стелла розпочав свою тривалу співпрацю з графікою у середині 1960-х, працюючи спочатку з майстром-друкарем Кеннетом Тайлером у компанії Gemini GEL. Стелла випустив серію відбитків наприкінці 1960-х, під назвою Quathlamba I в 1968 році. Абстрактні відбитки Стелли використовували літографію, трафаретну друк, офорт та офсетну літографію.
У 1967 році він створив декорації та костюми для танцювальної п'єси « Скрембл» Мерса Каннінгема. Музей сучасного мистецтва в Нью-Йорку представив ретроспективу роботи Стелли в 1970 році, що зробило його наймолодшим художником, який отримав його.  Протягом наступного десятиліття Стелла вніс у своє мистецтво зміни, які він почав називати «максималістичним» живописом за його скульптурні якості. Фігурні полотна набули ще менш регулярних форм у серії «Ексцентричний багатокутник», були представлені елементи колажу, наприклад, шматки полотна, наклеєні на фанеру. Його робота також стала більш тривимірною до того, коли він почав виготовляти великі окремо стоячі металеві вироби, які, хоча і намальовані, цілком можна вважати скульптурою. Після введення дерева та інших матеріалів у серію «Польське село» (73), створену з високим рельєфом, він почав використовувати алюміній як основну опору для своїх картин. З розвитком 1970-х та 1980-х років вони стали більш досконалими та пишними. Попередній мінімалізм став барочним, позначений викривленими формами, накресленими мазками. Подібним чином його відбитки поєднували різні техніки друку та малювання. У 1973 році в його нью-йоркському будинку встановили друкарню. У 1976 році Стелла доручила BMW розфарбувати BMW 3.0 CSL для другої частини проекту BMW Art Car. Про цей проект він сказав: "Початковою точкою для мистецьких автомобілів була гоночна ліврея. За старих часів існувала традиція ідентифікувати автомобіль із країною за кольором. Тепер вони отримують номер і рекламу. Це фарбувальна робота, так чи інакше. Ідея полягала в тому, що це з малюнка на міліметровому папері. Графічний папір — це те, що він є але коли він перетворюється на форми автомобіля, стає цікавим, і адаптувати малюнок до форм гоночного автомобіля цікаво. Теоретично це все одно, що малювати на полотні у формі ". 
[джерело?]
У 1969 році Стеллі було доручено створити логотип для Столітнього музею мистецтв Метрополітен. На честь цієї події були вибиті медалі.

### 1980-ті та пізніше

Мемантра Стелли, 2005, Мистецький музей мистецтв

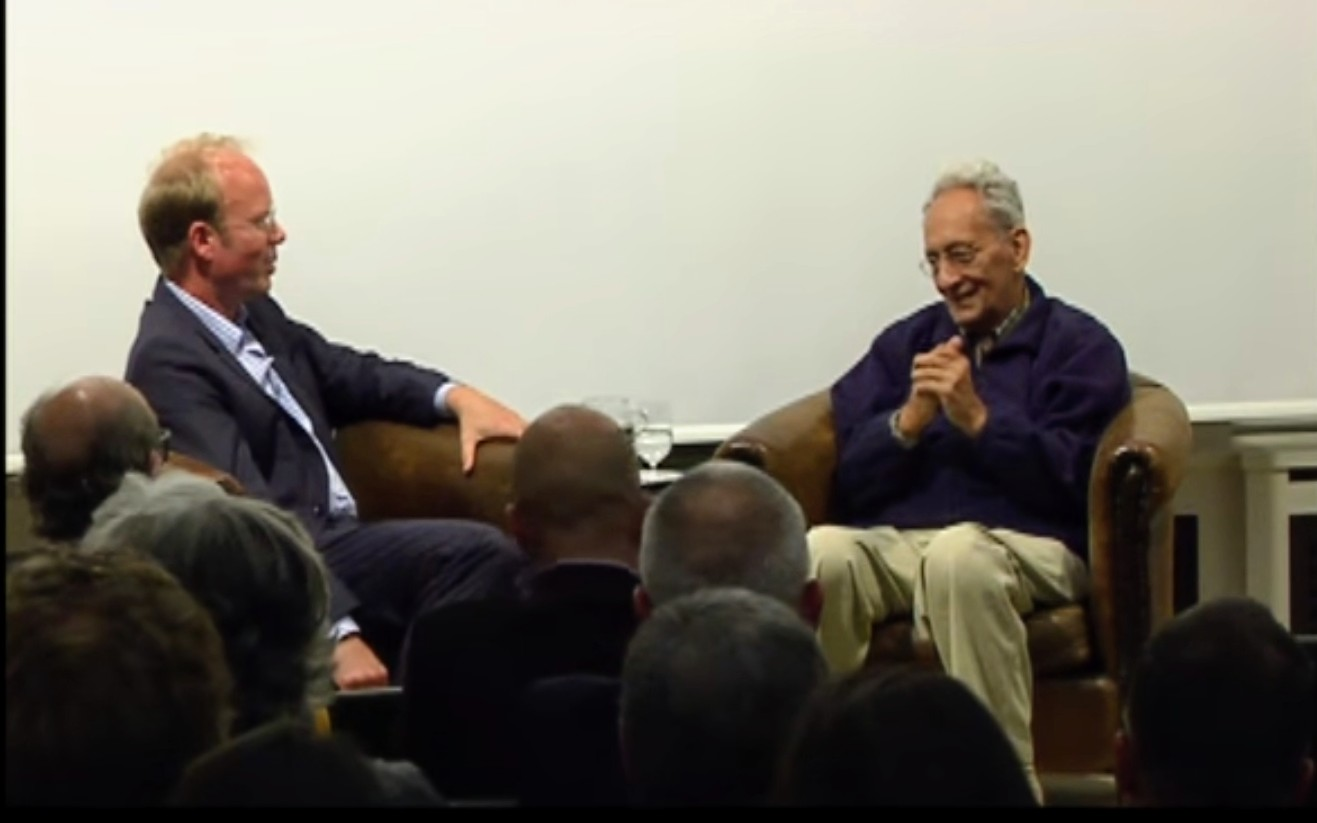
Френк Стелла у 2012 році

З середини 1980-х до середини 1990-х років Стелла створив великий обсяг творів. У цей час дедалі глибший рельєф картин Стелли поступився повній тривимірності — скульптурні форми отримані з конусів, стовпів, французьких кривих, хвиль та декоративних архітектурних елементів. Для створення цих робіт художник використовував колажі або макети, які потім збільшували та відтворювали за допомогою помічників, промислових металорізальних машин та цифрових технологій.. Наука про лінощі, починаючи з 1984 року, є прикладом переходу Стелли від двовимірності до тривимірності. Він використовує олійні фарби, емалеві фарби та алкідні фарби на полотні, травлений магній, алюміній та скловолокно.
У 1990-х Стелла почав робити скульптури для громадських приміщень та розробляти архітектурні проекти. Наприклад, у 1993 році він створив всю декоративну схему театру принцеси Уельської у Торонто, яка включає настінний розпис площею 10 000 квадратних футів. Його пропозиція про створення Кунстхалле та саду в Дрездені в 1993 році не втілилася в життя. У 1997 році він підготував і керував встановленням проекту «Стелла» площею 5000 квадратних футів, який служить центральним елементом театру та вестибюлю оперного театру імені Мура, розташованого в Музичній школі Ребекки та Джона Дж. Х'юстонського університету в Х'юстоні, штат Техас. Його алюмінієва оболонка зі складним капелюхом з Бразилії, була побудована в центрі Маямі в 2001 році; монументальна скульптура «Стелла» була встановлена біля Національної галереї мистецтв у Вашингтоні, округ Колумбія
З 1978 по 2005 рік Стелла проектував будівлю Van Tassell і Kearney Horse Auction Mart в східному селі Манхеттена і використовував її як свою студію. Його майже 30-річне керівництво будівлею призвело до очищення та відновлення фасаду. Після шестирічної кампанії Товариства збереження історії Гринвіч-Вілледж, в 2012 році історичну будівлю було визначено пам'яткою Нью-Йорка. Після 2005 року Стелла розподілив час між квартирою в Вест-Віллідж та студією в Ньюбурзі, Нью-Йорк

## Права художників
Стелла був прихильником захисту авторських прав для таких виконавців, як він сам. 6 червня 2008 року Стелла (разом із президентом Товариства прав художників Теодором Федером; є художником-членом Товариства прав художників) опублікував видання Op-Ed для газети «Мистецтво», в якому засуджує запропонований закон США про сиротинські роботи, який "видаляє покарання за порушення авторських прав, якщо творця після ретельного пошуку не вдається знайти. "

## Галерея робіт

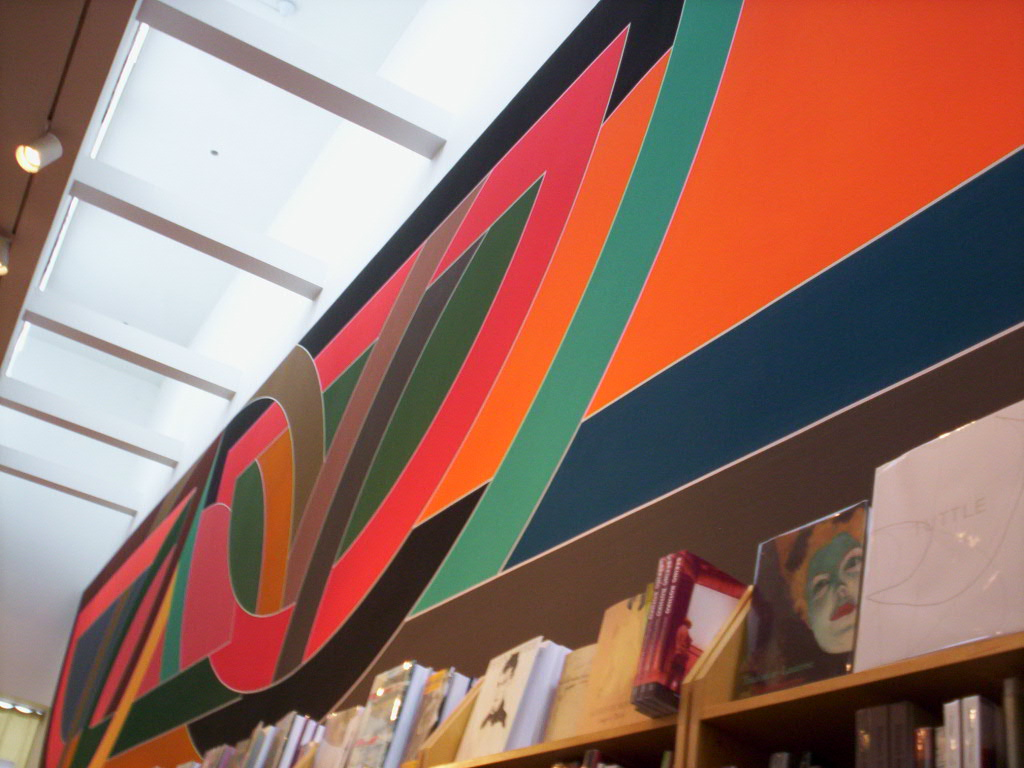
Френк Стелла, фреска в "Книгах Девіда Мірвіша", 1974; в Торонто
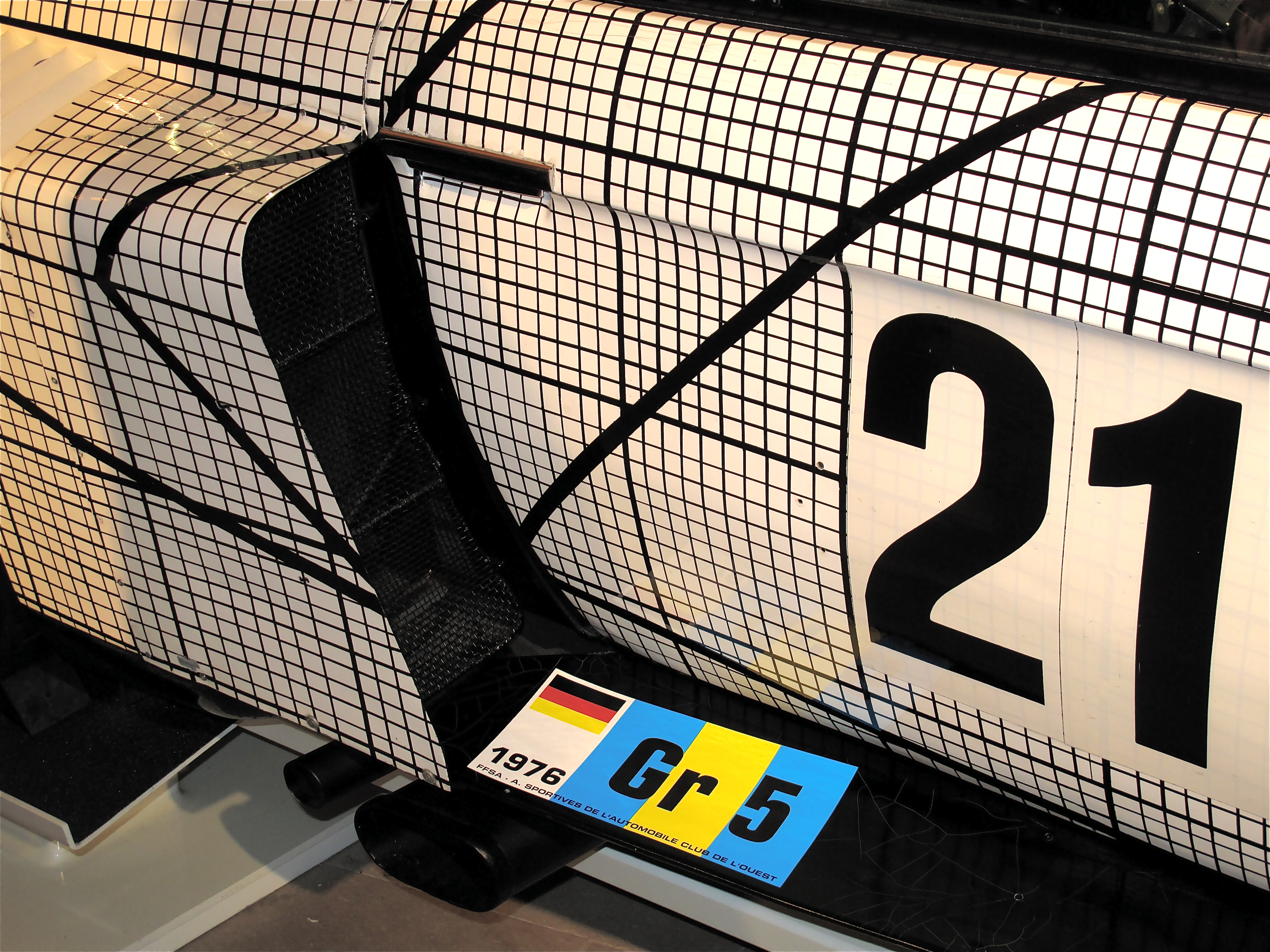
Стелла, деталь фарбування автомобілів BMW 3.0 CLS, 1976 рік
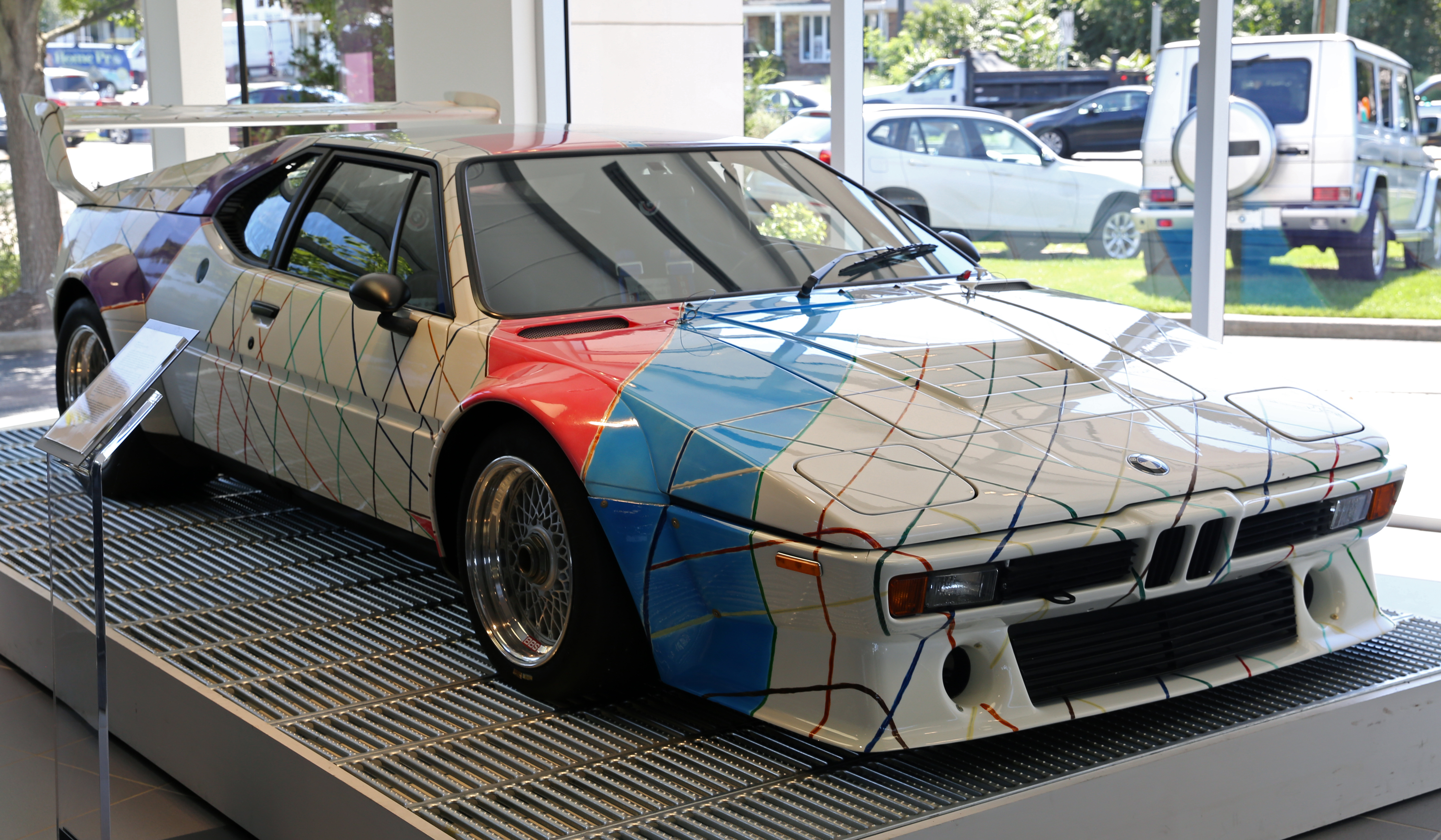
Стелла, фарбування автомобілів BMW M1 Pro, 1979; на замовлення Пітера Грегга
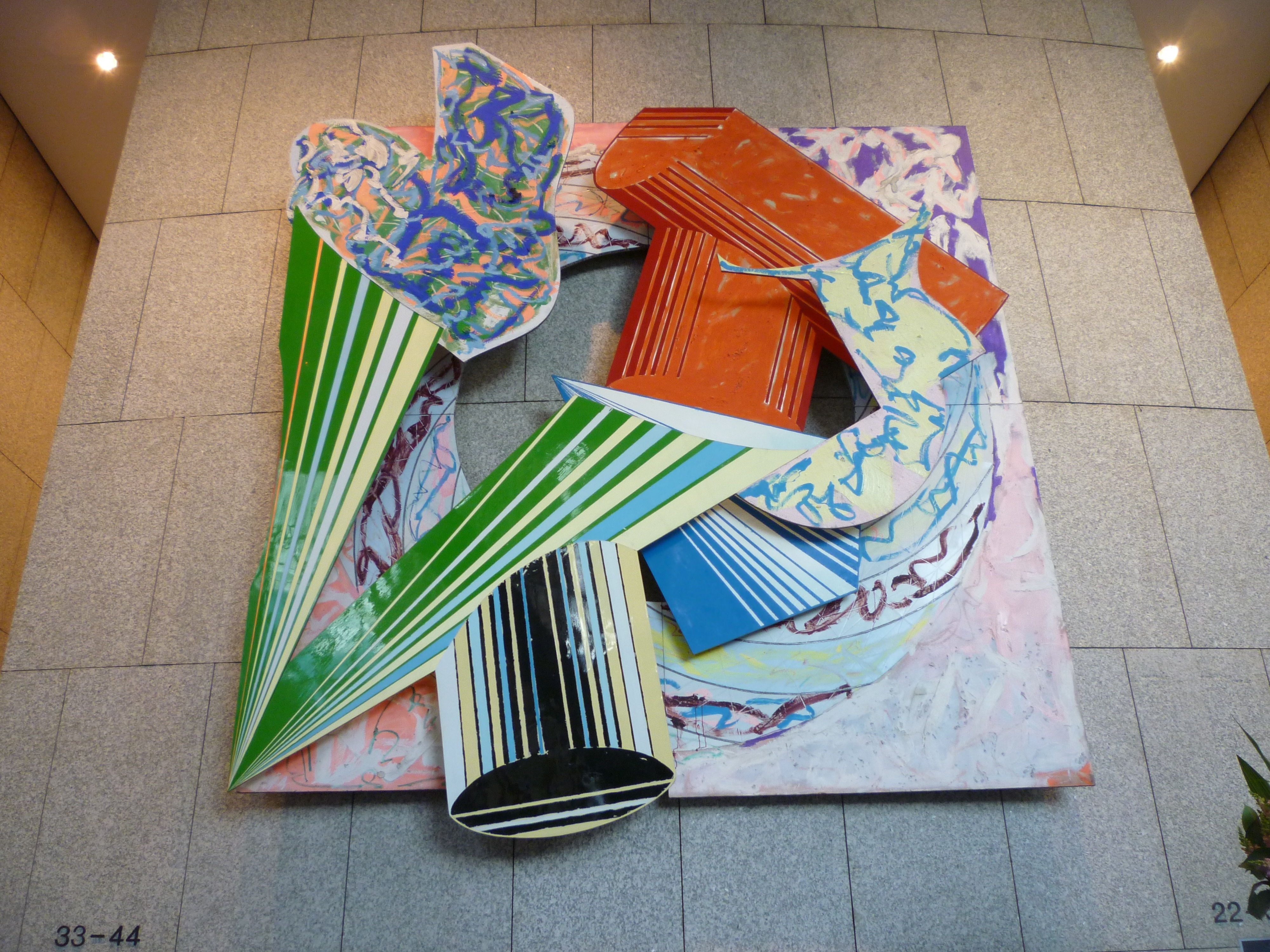
Стелла, конуси та стовпи, частина 2., c. 1984; живопис
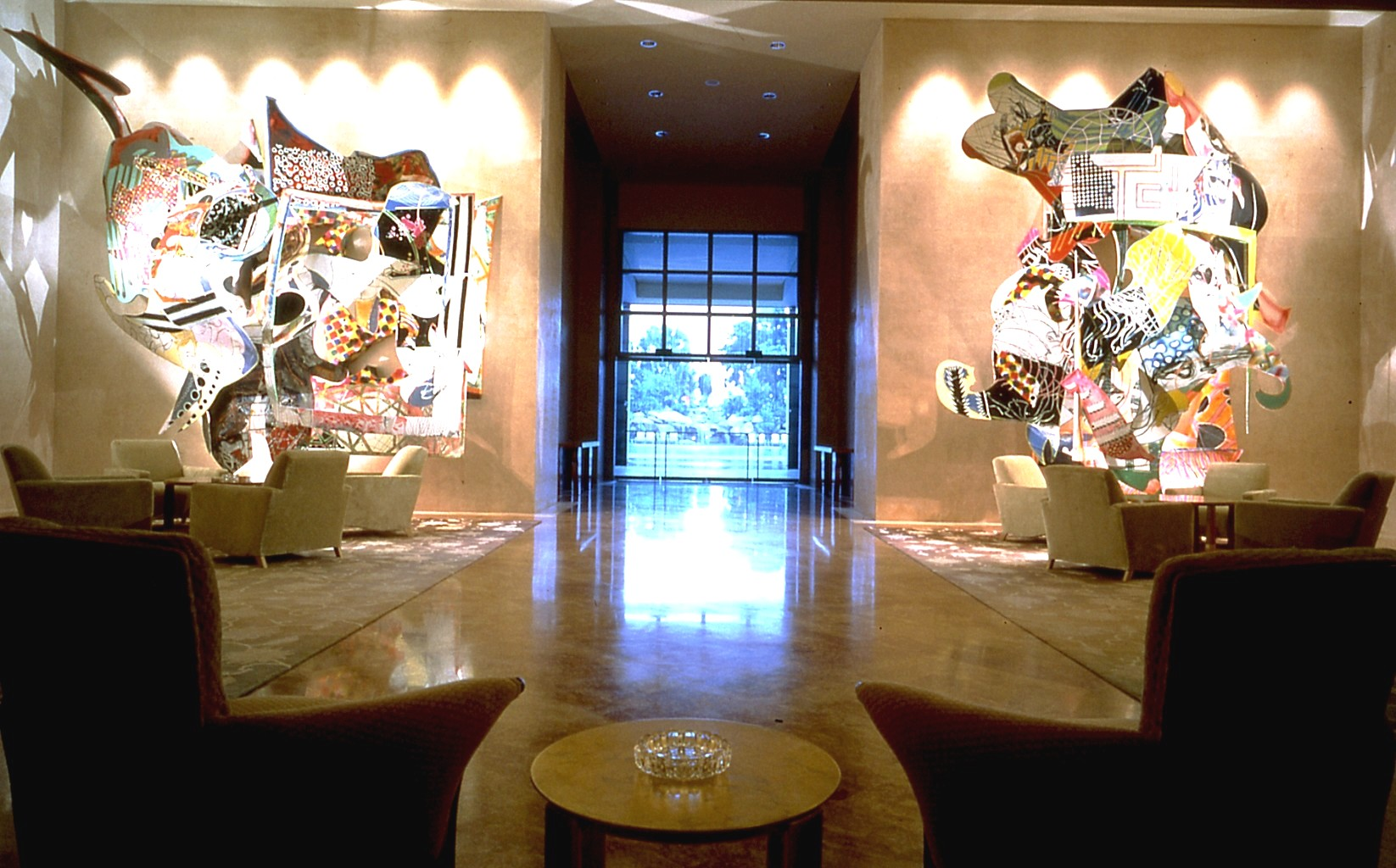
Стелла, Мобі Дік, 1991-1993; рельєф стіни в районі Ріц-Карлтон, Сінгапур
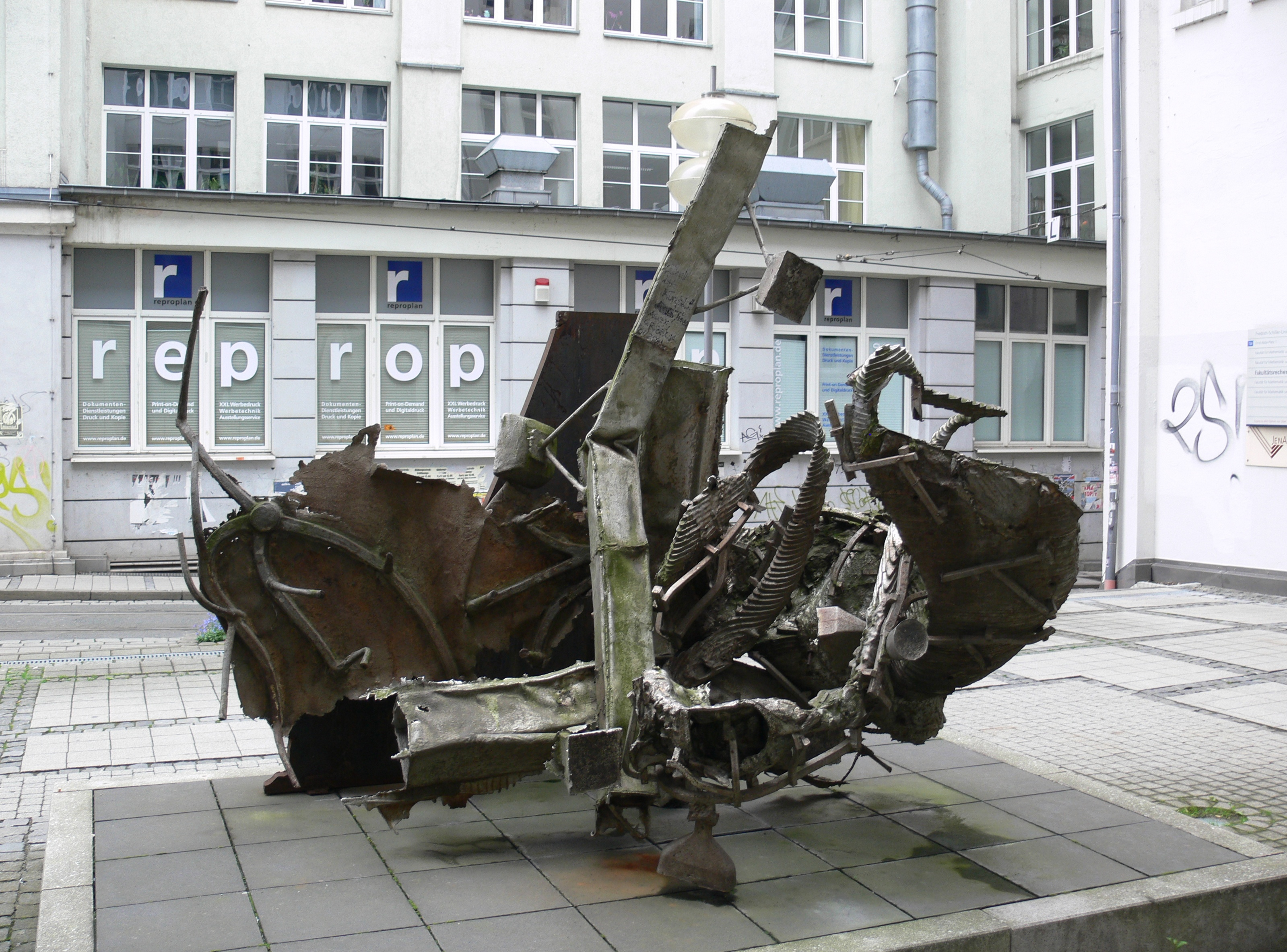
Stella, Peekskill, 1995; скульптура з високоякісної сталі в Ернст-Аббе-Плац в Єні, Німеччина
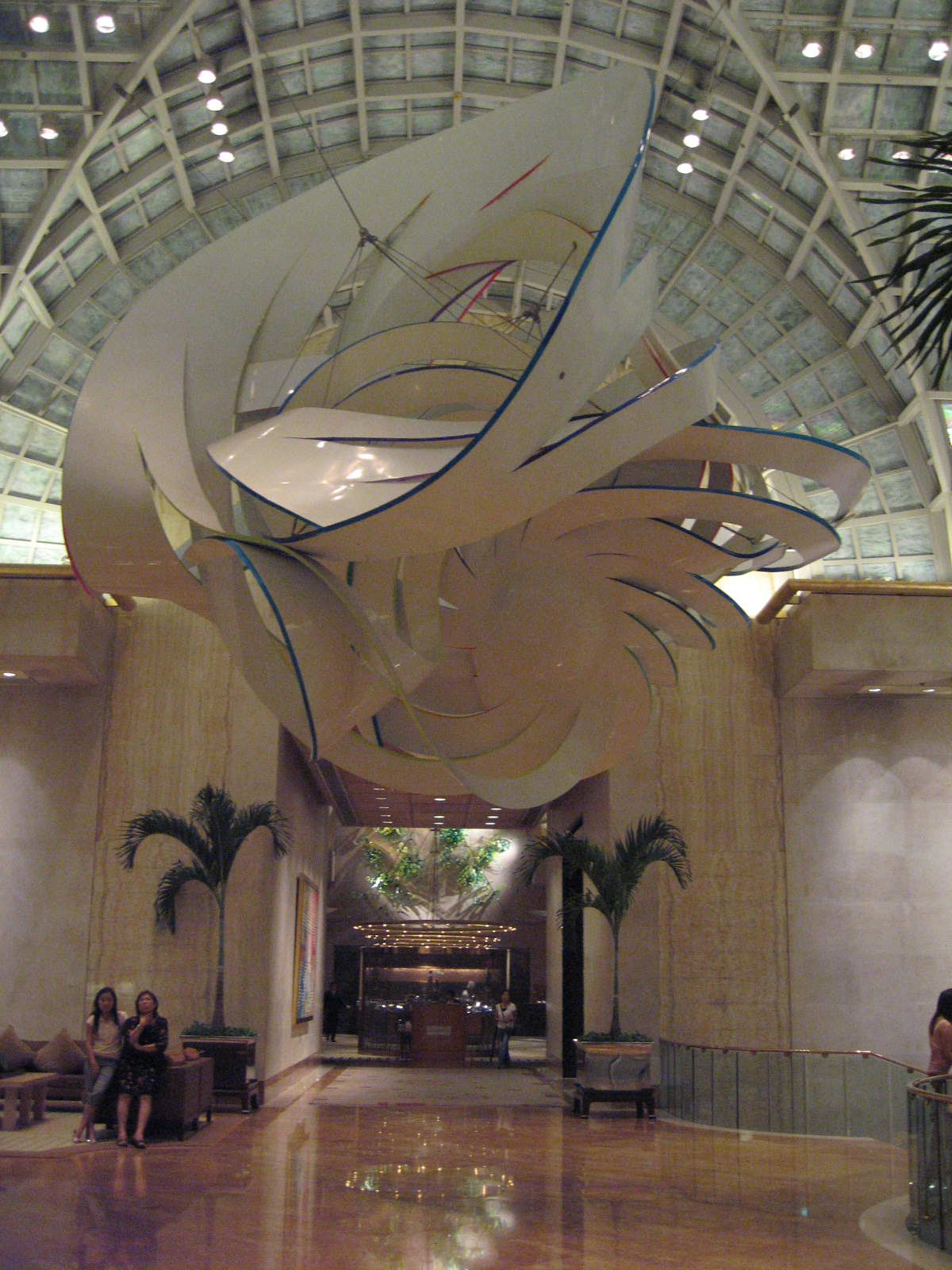
Стелла, Ріг достатку, c. 2000 р.; скульптура в склопластику
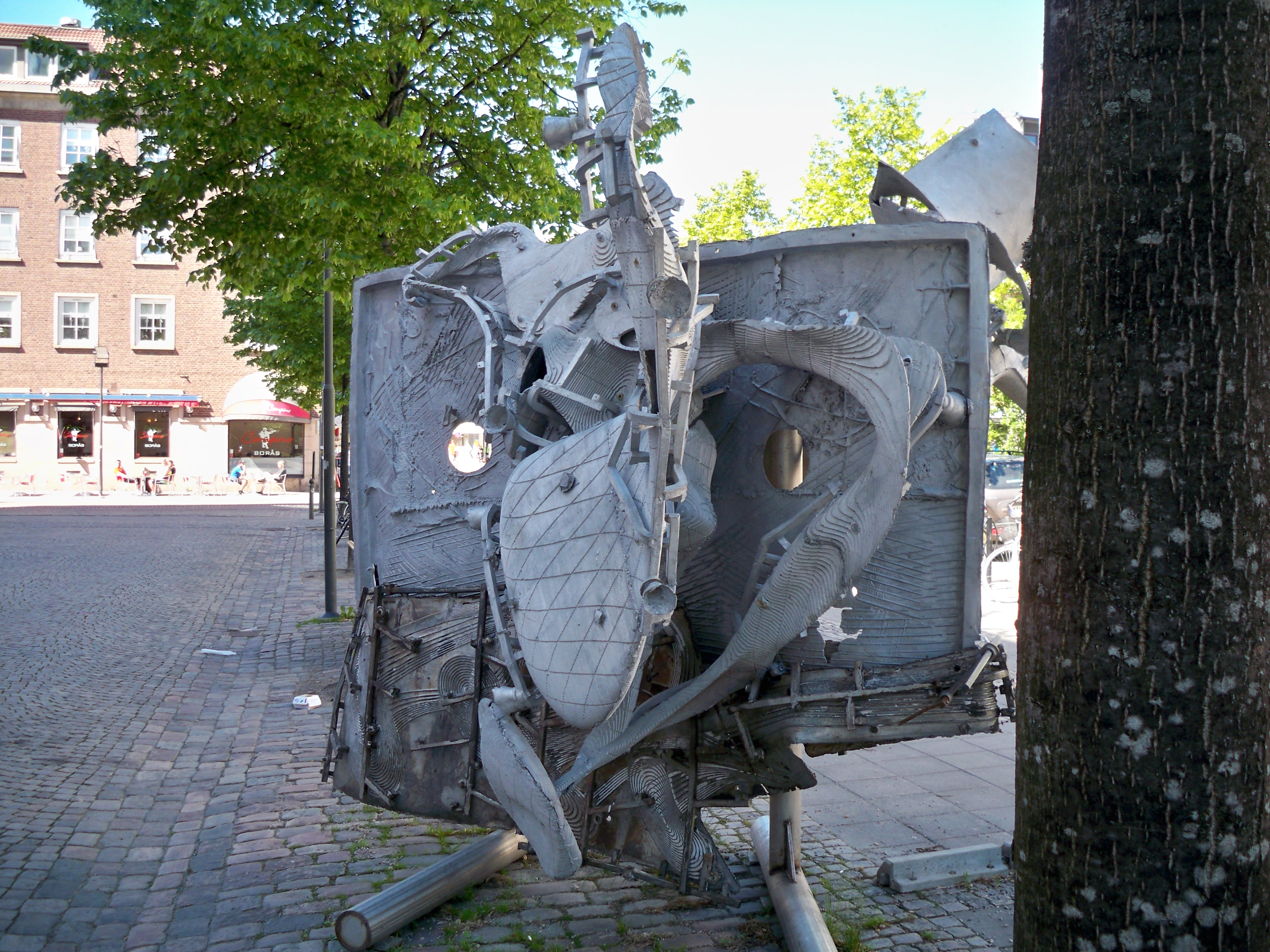
Stella, talatal Hüyük, 2008; місцезнаходження, Hallbergsplatsen, Borås.

## Виставки
Роботи Стелли були представдені на кількох виставках у 1960-х роках, серед них у Музеї Соломона Р. Гуггенхайма «Фігурне полотно» (1965) та «Системний живопис» (1966).  Музей сучасного мистецтва в Нью-Йорку представив ретроспективу робіт Стелли в 1970 році. З тих пір його мистецтво було предметом кількох ретроспектив у США, Європі та Японії. У 2012 році ретроспектива кар'єри Стелли була показана в Кунстмузеї Вольфсбург.

### Вибрані персональні виставки
- Галерея Маріанни Боскі, «Френк Стелла: нещодавня робота», Нью-Йорк, Нью-Йорк, 25 квітня — 31 травня 2019 р.
- Музей мистецтв округу Лос-Анджелес, «Френк Стелла: вибір із постійної колекції», Лос-Анджелес, Каліфорнія, 5 травня — 2 вересня 2019 р.
- Музей мистецтв NSU Форт-Лодердейл, «Френк Стелла: експерименти та зміни», Форт-Лодердейл, Флорида, 11 листопада 2017 р. — 29 липня 2018 р.
- Музей історії польських євреїв " ПОЛІН ", «Франк Стелла та синагоги Старої Польщі», Варшава, Польща, 18 лютого — 20 червня 2016 р.
- Музей американського мистецтва Уітні, «Френк Стелла: ретроспектива», Нью-Йорк, Нью-Йорк, 30 жовтня 2015 р. — 7 лютого 2016 р.
- Королівська академія мистецтв, внутрішній дворик Анненберга, «Надута зірка та дерев'яна зірка», Лондон, Велика Британія, 18 лютого — 17 травня 2015 р.
- Kunstmuseum Wolfsburg, "Frank Stella. Ретроспектива. Праці 1958—2012 рр., "Вольфсбург, Німеччина, 8 вересня 2012 р. — 20 січня 2013 р
- Колекція Філіпса, «Звуки Стелли: Серія К Скарлатті», Вашингтон, округ Колумбія, 11 червня — 4 вересня 2011 р.
- Neue Nationalgalerie, "Stella & Calatrava. Завіса Майкла Колхасса, "Берлін, Німеччина, 15 квітня — 14 серпня 2011 р
- Музей мистецтв Метрополітен, «Френк Стелла: Живопис в архітектурі», Нью-Йорк, Нью-Йорк, 1 травня — 19 липня 2007 р.
- Музей Артура М. Саклера, Гарвардський художній музей, «Франк Стелла 1958», Кембридж, Массачусетс, 4 лютого — 7 травня 2006 р.
- Музей сучасного мистецтва Сан-Франциско, «Те, що ти бачиш, те, що ти бачиш: Френк Стелла та колекція Андерсона в SFMOMA», Сан-Франциско, Каліфорнія, 11 червня — 6 вересня 2004 р.
- Галереї Ваддінгтона, «Франк Стелла», Лондон, Велика Британія, 29 березня — 20 квітня 2000 р
- Музей сучасного мистецтва, «Френк Стелла: 1970—1987,» Нью-Йорк, Нью-Йорк, 10 жовтня 1987–5 січня 1988
- Художній музей Фогга, Художній музей Гарвардського університету, «Франк Стелла: Вибрані твори», Кембридж, Массачусетс, 7 грудня 1983 р. — 26 січня 1984 р.
- Музей сучасного мистецтва Сан-Франциско, "Ресурс / Відгук / Резервуар. Stella Survey 1959—1982, "Сан-Франциско, Каліфорнія, 10 березня — 1 травня 1983 р
- Єврейський музей (Манхеттен), "Френк Стелла. Польські дерев'яні синагоги — споруди 1970-х років, "Нью-Йорк, Нью-Йорк, 9 лютого — 1 травня 1983 р.
- Музей сучасного мистецтва, «Френк Стелла: Індійські птахи-макети», Нью-Йорк, Нью-Йорк, 12 березня — 1 травня 1979 р.
- Художній музей Форт-Ворта, «Стелла з 1970 року», Форт-Ворт, Техас, 19 березня — 30 квітня 1978 року
- Балтіморський художній музей, «Френк Стелла: Чорні картини», Балтімор, штат Медіка, 23 листопада 1976 р. — 23 січня 1977 р.
- Колекція Філіпса, «Френк Стелла», Вашингтон, округ Колумбія, 3 листопада — 2 грудня 1973 р
- Музей сучасного мистецтва, «Френк Стелла», Нью-Йорк, Нью-Йорк, 26 березня — 31 травня 1970 р
- Музей Соломона Р. Гуггенхайма, «Фігурне полотно», Нью-Йорк, Нью-Йорк, 9 грудня — 3 січня 1964 р.

## Колекції
У 2014 році Стелла подарував свою скульптуру «Аджоман» (2004) як довгострокову позику Медичному центру «Сідарс -Сінай» у Лос-Анджелесі. The Menil Collection, Х'юстон; музей і сад скульптур Гіршхорна, Вашингтон, округ Колумбія; Музей сучасного мистецтва Сан-Франциско ; Національна галерея мистецтв ; Музей мистецтв Толедо та Музей американського мистецтва Уітні, Нью-Йорк; Художній музей Портленда, штат Орегон; та багато інших.

## Визнання
Серед багатьох відзнак, які він отримав, було запрошення Гарвардського університету прочитати лекції Чарльза Еліота Нортона в 1984 році. Закликаючи до оновлення абстракції шляхом досягнення глибини барокового живопису ці шість доповідей були опубліковані Harvard University Press у 1986 р. Під назвою Working Space.
У 2009 році Френк Стелла був нагороджений Національною медаллю мистецтв президентом Бараком Обамою. У 2011 році він отримав від Міжнародного центру скульптури нагороду за сучасні скульптури. У 1996 році він отримав почесний ступінь доктора Єнського університету в Єні (Німеччина), де постійно експонуються його скульптури «Серії долини річки Гудзон», ставши другим художником, який отримав цей почесний ступінь після Огюста Родена в 1906 році..

## Запис аукціону
У травні 2019 року Christie's встановила рекорд аукціону для роботи художника Point of Pines, проданої за 28 мільйонів доларів